# Remove before flight

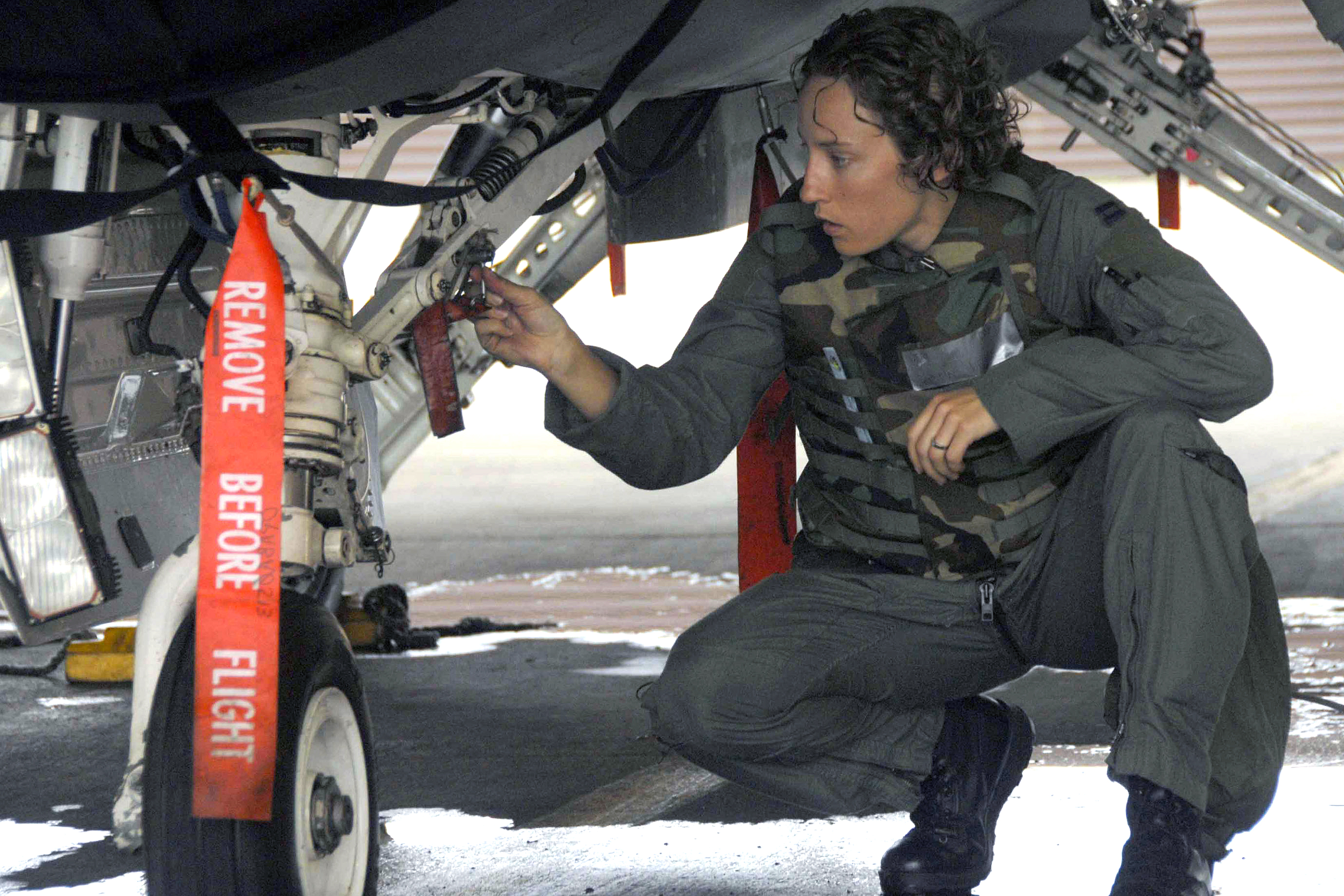
F-16 Fighting Falcon во время учений на авиабазе Осан, Южная Корея, 21 июля 2008 года

Remove before flight (с англ. — «Снять перед полётом», также рус. ремувка) — яркая метка в виде ленты с надписью, используемая в авиации и космической отрасли и крепящаяся на определённые элементы летательного аппарата, когда тот находится на земле.
Во время обслуживания или проверки борта наземным персоналом используются различные элементы контроля: крышки, заглушки и ограничители. Чистота многих технических отверстий летательных аппаратов имеет важное значение: если не закрывать эти отверстия, они могут быть уязвимы для мелких животных, мусора или погодных условий. Чтобы технический персонал на земле не забывал снимать установленные элементы обслуживания, они маркируются заметными лентами с надписями «Remove before flight». Метки обычно разработаны так, чтобы быть хорошо заметными и легко считываемыми. Они часто выполнены в ярких, контрастных по отношению к окраске самолётов цветах, таких как красный, жёлтый или флуоресцентный оранжевый. Из-за международных правил полетов надпись на лентах печатается только на английском языке.
Метки Remove before flight являются частью стандартизированного подхода к безопасности полетов. Использование таких меток предписано регулирующими органами в сфере авиации, например, Федеральным управлением гражданской авиации США (FAA). Эти метки помогают обеспечить последовательное соблюдение процедур безопасности в авиационной отрасли независимо от типа самолета или оператора.

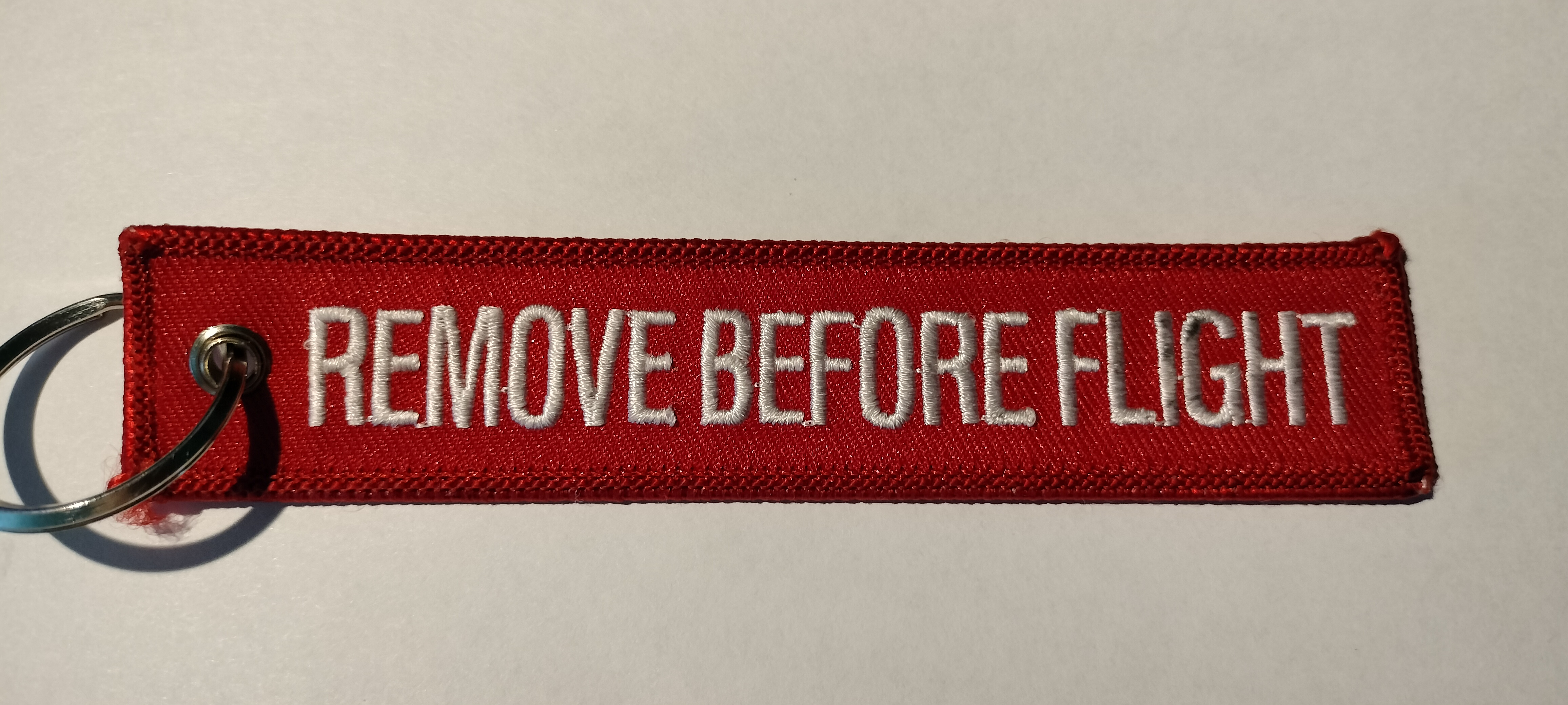
Брелок для ключей

Обычно у наземного персонала есть контрольный список таких элементов. Некоторые такие контрольные списки требуют прикрепления к ним ремувки для подтверждения того, что необходимые элементы были удалены с воздушного судна. Халатность и неудаление маркированной детали может привести к авиакатастрофе. Одномоторный самолёт Pilatus PC-6 Непальских авиалиний рухнул в 1975 году из-за халатности пилота, не убедившегося в исправности  элерона, оставшегося застопоренным. Катастрофа Boeing 757 под Лимой в 1996 году произошла из-за того, что не имевший специальных колпачков и ремувки приёмник воздушного давления остался заклеен клейкой лентой, что в итоге привело к крушению самолёта.
В 1990-х красные ленты с надписью «Remove before flight» появились на куртках Alpha Industries, таким образом отдавая дань уважения авиационным корням бренда, производившего одежду для военных, в том числе лётные куртки, которые затем получили воплощение в гражданских версиях. Начиная с осени 2021 года надпись на ленте на одежде бренда была заменена на надпись Alpha Industries. Ремувки также получили распространение как брелоки, которые носят на ключах, рюкзаках и других элементах одежды. Часто вместо изначальной надписи используются другие фразы, слоганы или логотипы.